# Nioumachoua
Nioumachoua è un centro abitato delle Comore, situato sull'isola di Mohéli.